# Meridián (csillagászat)

A meridián a narancssárga főkör

A meridián a csillagászatban egy tetszőleges földi megfigyelő helyéről szemlélve a zeniten és az égi póluson áthaladó égi főkör. A meridián áthalad a nadíron is, és merőleges a lokális horizontra. A meridián és a horizont déli – földmérőknél északi – metszéspontja az azimut kezdőpontja.